# Pro League de Madagascar 2021-22
La Pro League de Madagascar 2021-22 fue la 56.ª temporada del Campeonato malgache de fútbol y la 3.ª del profesionalismo. La temporada inició el 4 de diciembre de 2021 y terminó el 12 de junio de 2022.

## Equipos participantes
| Club             | Estadio                       | Ciudad                |
| ---------------- | ----------------------------- | --------------------- |
| 3FB Toliara      | Stade Maître Kira             | Toliara               |
| Ajesaia          | Stade municipal de Mahamasina | Antananarivo          |
| AS Fanalamanga   | Stade Barikadimy              | Ambatondrazaka        |
| AS JET Kintana   | Stade municipal de Mahamasina | Antananarivo          |
| AS Saint Michel  | Stade Elgeco Plus             | Alasora               |
| ASJFC Capricorne | Stade Maître Kira             | Toliara               |
| CFFA             | Stade Mahamasina              | Antanabarivo          |
| CNaPS Sports     | Stade CNaPS Sport             | Vontovorona           |
| COSFAP           | Stade municipal de Mahamasina | Analamanga            |
| Dato FC          | Stade Ampasambazaha           | Farafangano           |
| Five FC          | Stade Elgeco Plus             | Antananarivo          |
| Fosa Juniors FC  | Stade Rabemananjara           | Mahajanga             |
| Mama FCA         | Stade de Barikadimy           | Ilakaka, Fianarantsoa |
| Tia Kitra        | Stade municipal de Tamatave   | Toamasina             |
| USCA Foot        | Stade municipal de Mahamasina | Antananarivo          |
| Zanakala FC      | Stade moderne Ampasambazaha   | Fianarantsoa          |

### Ascensos y descensos
| Pos. | Descendidos de la Pro League 2021 |
| ---- | --------------------------------- |
| 1.°  | AS Adema                          |

| Pos. | Ascendidos de la Segunda División 2021 |
| ---- | -------------------------------------- |
| 1.º  | AS Fanalamanga                         |
| 2.º  | ASJFC Capricorne                       |
| 5.º  | Dato FC                                |
| N    | CFFA                                   |

## Fase Regular

### Grupo Norte
| Pos. | Equipo          | Pts. | PJ | G  | E | P | GF | GC | Dif. | Clasificación 2021-22    |
| ---- | --------------- | ---- | -- | -- | - | - | -- | -- | ---- | ------------------------ |
| 1    | Fosa Juniors FC | 38   | 14 | 12 | 2 | 0 | 36 | 10 | +26  | Playoffs                 |
| 2    | AS Fanalamanga  | 20   | 14 | 5  | 5 | 4 | 15 | 13 | +2   | Playoffs                 |
| 3    | COSFAP          | 20   | 14 | 5  | 5 | 4 | 15 | 16 | −1   | Playoffs                 |
| 4    | Ajesaia         | 20   | 14 | 6  | 2 | 6 | 23 | 18 | +5   | Playoffs                 |
| 5    | USCA Foot       | 19   | 14 | 5  | 4 | 5 | 23 | 20 | +3   |                          |
| 6    | AS JET Kintana  | 15   | 14 | 3  | 6 | 5 | 14 | 20 | −6   |                          |
| 7    | Tia Kitra       | 13   | 14 | 3  | 4 | 7 | 13 | 29 | −16  |                          |
| 8    | Five FC (D)     | 7    | 14 | 1  | 4 | 9 | 8  | 21 | −13  | Segunda División 2022-23 |

Actualizado a los partidos jugados el 27 de marzo de 2022.
 Fuente: Soccerway

### Grupo Sur
| Pos. | Equipo               | Pts. | PJ | G | E | P | GF | GC | Dif. | Clasificación 2021-22    |
| ---- | -------------------- | ---- | -- | - | - | - | -- | -- | ---- | ------------------------ |
| 1    | AS Saint Michel      | 28   | 14 | 7 | 7 | 0 | 28 | 14 | +14  | Playoffs                 |
| 2    | CFFA                 | 28   | 14 | 8 | 4 | 2 | 23 | 10 | +13  | Playoffs                 |
| 3    | CNaPS Sports         | 22   | 14 | 6 | 4 | 4 | 27 | 17 | +10  | Playoffs                 |
| 4    | Dato FC              | 21   | 14 | 5 | 6 | 3 | 14 | 14 | 0    | Playoffs                 |
| 5    | Zanakala FC          | 19   | 14 | 5 | 4 | 5 | 18 | 17 | +1   |                          |
| 6    | Mama FCA             | 16   | 14 | 4 | 4 | 6 | 9  | 15 | −6   |                          |
| 7    | 3FB Toliara          | 8    | 14 | 1 | 5 | 8 | 16 | 34 | −18  |                          |
| 8    | ASJFC Capricorne (D) | 7    | 14 | 1 | 4 | 9 | 14 | 28 | −14  | Segunda División 2022-23 |

Actualizado a los partidos jugados el 28 de marzo de 2022.
 Fuente: Soccerway

## Playoffs

### Cuartos de final
| Local           | Global           | Visita       | Ida   | Vuelta |
| --------------- | ---------------- | ------------ | ----- | ------ |
| Fosa Juniors FC | 1 - 1 (6 - 7 p.) | Dato FC      | 1 - 1 | 0 - 0  |
| AS Fanalamanga  | 0 - 1            | CNaPS Sports | 0 - 0 | 0 - 1  |
| AS Saint Michel | 1 - 2            | Ajesaia      | 0 - 0 | 1 - 2  |
| CFFA            | 1 - 0            | COSFAP       | 0 - 0 | 1 - 0  |

### Semifinales
| Local        | Global         | Visita  | Ida   | Vuelta |
| ------------ | -------------- | ------- | ----- | ------ |
| CFFA         | 2 - 1          | Dato FC | 1 - 1 | 1 - 0  |
| CNaPS Sports | 2 - 2 (5-6 p.) | Ajesaia | 1 - 1 | 1 - 1  |

### Final
| Local   | Resultado | Visita   | Fecha               |
| ------- | --------- | -------- | ------------------- |
| Ajesaia | 0 - 3     | CFFA (C) | 12 de junio de 2022 |

| Bandera de Madagascar     |
| Campeón CFFA 1°.er título |